# Rivetina grandis
Rivetina grandis är en bönsyrseart som beskrevs av Henri Saussure 1872. Rivetina grandis ingår i släktet Rivetina och familjen Mantidae. Inga underarter finns listade i Catalogue of Life.